# Коломацькі статті

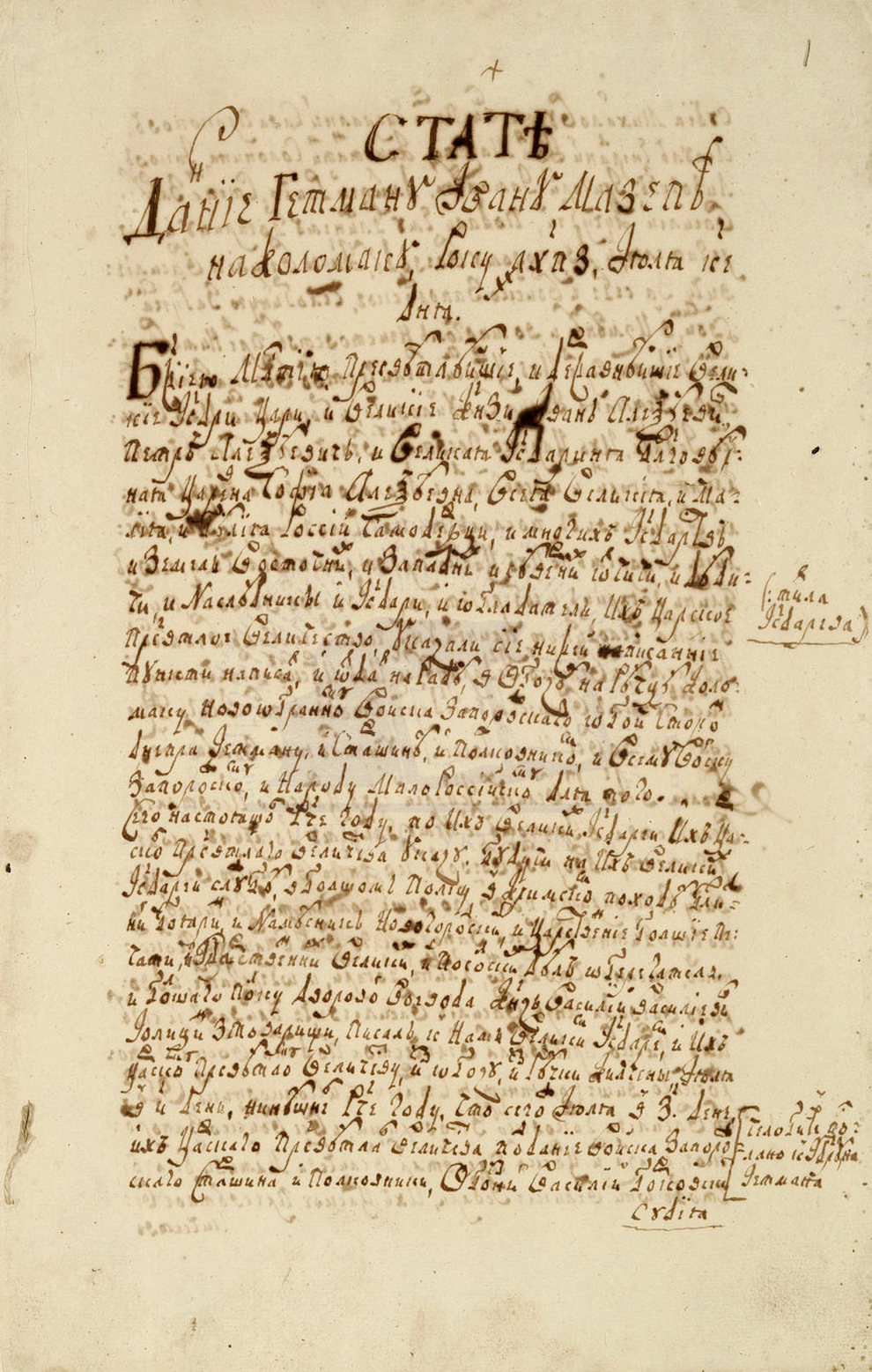
Титульна сторінка Коломацьких статей. Центральний державний історичний архів України, м. Київ

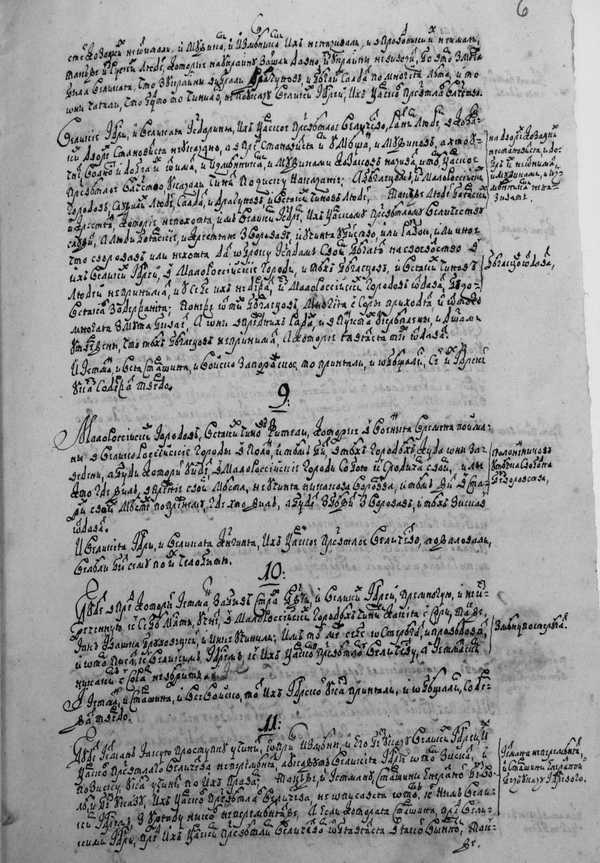
9 та 11 пункт (стаття) Коломацьких статей. ЦДІАК України

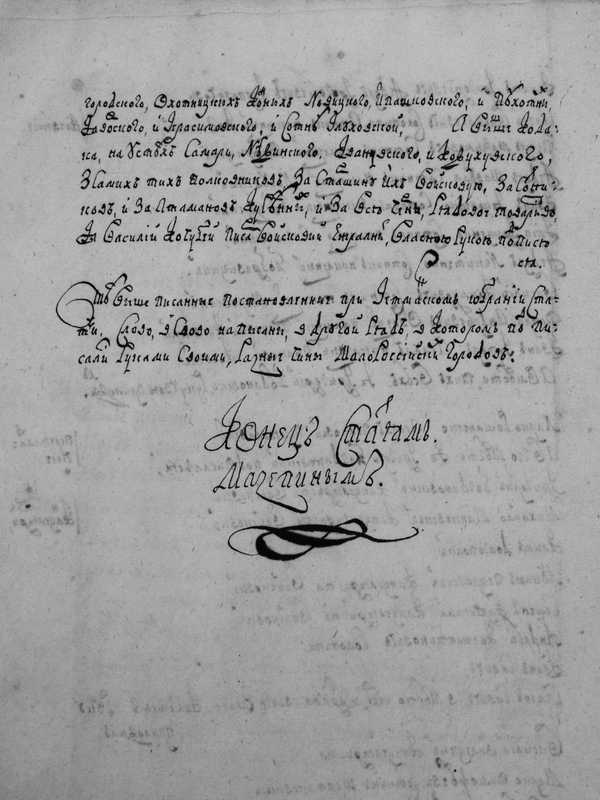
Кінцева сторінка Коломацьких статей. ЦДІАК України

Коломацькі статті — міждержавний договір, укладений 25 липня 1687 на річці Коломак між новообраним гетьманом України Іваном Мазепою й козацькою старшиною, з одного боку, та московськими царями Іваном і Петром та царицею Софією, з другого. Договір складався з 22 пунктів (статей). В основу Коломацьких статей було покладено попередні українсько-московські договори, затверджені козацькими радами при обранні гетьманів Дем'яна Многогрішного та Івана Самойловича. Коломацькі статті, в основному, повторювали з деякими змінами текст Глухівських статей 1669 року та містили кілька нових пунктів внесених за ініціативи поплічника Мазепи Василя Голіцина.
Статті декларативно підтверджували козацькі права і привілеї, зберігали 30-тисячне реєстрове козацьке військо та компанійські полки. Однак, деякі зміни попередніх гетьманських статей і нові пункти (18-22) значно обмежували політичні права гетьмана та українського уряду. Гетьман не мав права без царського указу позбавляти старшину керівних посад, а старшина — скидати гетьмана. Козацька старшина зобов'язувалась наглядати і доносити на гетьмана царському уряду. Значно обмежувалося право гетьмана розпоряджатися військовими землями. Гетьманському уряду заборонялось підтримувати дипломатичні відносини з іноземними державами. Гетьман зобов'язувався направляти козацьке військо на війну з Кримським ханством і Османською імперією. У гетьманській столиці — Батурині — розміщувався полк московських стрільців.
У 19-й статті перед гетьманом і старшиною ставилось питання про необхідність тісного державного об'єднання Гетьманщини з Московською державою і ліквідації національної окремішності українського народу за допомогою шлюбів малоросійського народу з великоросійським народом та інших можливих дій. Коломацькі статті стали наступним кроком на шляху обмеження державних прав Гетьманщини.